# Pterolophia paraconsularis
Pterolophia paraconsularis är en skalbaggsart som beskrevs av Stefan von Breuning 1968. Pterolophia paraconsularis ingår i släktet Pterolophia och familjen långhorningar.
Artens utbredningsområde är Laos. Inga underarter finns listade i Catalogue of Life.